# 田中月菜
田中 月菜（たなか るな、2000年10月13日 - ）は、佐賀県出身の女子競輪選手。日本競輪選手会佐賀支部所属、ホームバンクは武雄競輪場。日本競輪選手養成所第118期生。

## 経歴
小学校からバスケットボールに打ち込み、藤蔭高校時代にはポイントガードとして第66回大分県高等学校総合体育大会優勝、第85回皇后杯全日本バスケットボール選手権大会大分県予選優勝などの実績を残し、インターハイにも出場を果たした。
2019年1月17日、日本競輪学校（当時）第118回適性試験に合格。在校競走成績は13位（5勝）。
2020年5月15日、広島競輪場でデビューし4着。初勝利は同年7月24日の玉野競輪場で挙げた。
2023年6月16日、松戸FII（ナイター）で初優勝。